# سكيليتاون (تكساس)
سكيليتاون (بالإنجليزية: Skellytown)‏ هي مدينة أمريكية تقع في ولاية تكساس.تبلغ مساحة هذه المدينة 1.1 (كم²)،ويبلغ عدد سكانها 610 نسمة حسب إحصاء سنة 2010 م. تشير إحصاءات سنة 2000م بأن الكثافة السكانية في هذه المدينة تقدر بـ(546.9) نسمة/كم2.

## التركيبة السكانية
حدّد مكتب تعداد الولايات المتحدة بيانات التركيبة السكانية لسكيليتاون في تعداد الولايات المتحدة. في ما يلي، التركيبة السكانية حسب تعدادي 2000 و2010.

### تعداد عام 2000
بلغ عدد سكان سكيليتاون 610 نسمة بحسب تعداد عام 2000، وبلغ عدد الأسر 237 أسرة وعدد العائلات 182 عائلة مقيمة في البلدة. في حين سجلت الكثافة السكانية 445.3 نسمة لكل كيلومتر مربع (1,153.3/ميل2). وبلغ عدد الوحدات السكنية 283 وحدة بمتوسط كثافة قدره 206.6 لكل كيلومتر مربع (535.1/ميل2).
وتوزع التركيب العرقي للبلدة بنسبة 93.93% من البيض و0.33% من الأمريكيين الأفارقة و2.95% من الأمريكيين الأصليين و0.16% من الأمريكيين ذوي الأصول الآسيوية و1.80% من الأعراق الأخرى و0.82% من عرقين مختلطين أو أكثر و4.75% من الهسبانيون أو اللاتينيون من أي عرق.
بلغ عدد الأسر 237 أسرة كانت نسبة 38.4% منها لديها أطفال تحت سن الثامنة عشر تعيش معهم، وبلغت نسبة الأزواج القاطنين مع بعضهم البعض 64.1% من أصل المجموع الكلي للأسر، ونسبة 9.3% من الأسر كان لديها معيلات من الإناث دون وجود شريك، بينما كانت نسبة 3.4% من الأسر لديها معيلون من الذكور دون وجود شريكة وكانت نسبة 23.2% من غير العائلات. تألفت نسبة 21.1% من أصل جميع الأسر من عدة أفراد يعيشون في نفس المنزل ونسبة 10.1% كانت تتألف من شخص يعيش بمفرده يبلغ من العمر 65 عاماً أو أكثر. وبلغ متوسط حجم الأسرة المعيشية 2.57، أما متوسط حجم العائلات فبلغ 2.99.
بلغ العمر الوسطي للسكان 41.6 عاماً. وكانت نسبة 26.6% من القاطنين تحت سن الثامنة عشر، وكانت نسبة 7.9% بين الثامنة عشر والرابعة والعشرين عاماً، ونسبة 22.5% كانت واقعةً في الفئة العمرية ما بين الخامسة والعشرين والرابعة والأربعين عاماً، ونسبة 25.7% كانت ما بين الخامسة والأربعين والرابعة والستين، ونسبة 17.4% كانت ضمن فئة الخامسة والستين عاماً فما فوق. يوجد لكل 100 أنثى 94.3 ذكر، ويوجد لكل 100 أنثى في الثامنة عشر من عمرها فما فوق 91.5 ذكر.
بلغ متوسط دخل الأسرة في البلدة 31,771 دولارًا، أما متوسط دخل العائلة فبلغ 37,667 دولارًا. وكان متوسط دخل الذكور 31,250 دولارًا مقابل 18,750 دولارًا للإناث. وسجل دخل الفرد الخاص بالبلدة 15,087 دولارًا. وكانت نسبة 15.3% من العائلات ونسبة 14.5% من السكان تحت خط الفقر، وكان من هؤلاء نسبة 19.7% تحت سن الثامنة عشر ونسبة 8.5% في الخامسة والستين من العمر وما فوق.

### تعداد عام 2010
بلغ عدد سكان سكيليتاون 473 نسمة بحسب تعداد عام 2010، وبلغ عدد الأسر 218 أسرة وعدد العائلات 131 عائلة مقيمة في البلدة. في حين سجلت الكثافة السكانية 345.3 نسمة لكل كيلومتر مربع (894.3/ميل2). وبلغ عدد الوحدات السكنية 266 وحدة بمتوسط كثافة قدره 194.2 لكل كيلومتر مربع (503.0/ميل2).
وتوزع التركيب العرقي للبلدة بنسبة 93.87% من البيض و0.42% من الأمريكيين الأفارقة و1.48% من الأمريكيين الأصليين و1.06% من الأمريكيين ذوي الأصول الآسيوية و1.06% من الأعراق الأخرى و2.11% من عرقين مختلطين أو أكثر و5.07% من الهسبانيون أو اللاتينيون من أي عرق.
بلغ عدد الأسر 218 أسرة كانت نسبة 20.2% منها لديها أطفال تحت سن الثامنة عشر تعيش معهم، وبلغت نسبة الأزواج القاطنين مع بعضهم البعض 45.9% من أصل المجموع الكلي للأسر، ونسبة 9.2% من الأسر كان لديها معيلات من الإناث دون وجود شريك، بينما كانت نسبة 5% من الأسر لديها معيلون من الذكور دون وجود شريكة وكانت نسبة 39.9% من غير العائلات. تألفت نسبة 35.3% من أصل جميع الأسر من عدة أفراد يعيشون في نفس المنزل ونسبة 14.2% كانت تتألف من شخص يعيش بمفرده يبلغ من العمر 65 عاماً أو أكثر. وبلغ متوسط حجم الأسرة المعيشية 2.17، أما متوسط حجم العائلات فبلغ 2.77.
بلغ العمر الوسطي للسكان 48.6 عاماً. وكانت نسبة 19.2% من القاطنين تحت سن الثامنة عشر، وكانت نسبة 6.3% بين الثامنة عشر والرابعة والعشرين عاماً، ونسبة 18.8% كانت واقعةً في الفئة العمرية ما بين الخامسة والعشرين والرابعة والأربعين عاماً، ونسبة 35.9% كانت ما بين الخامسة والأربعين والرابعة والستين، ونسبة 19.7% كانت ضمن فئة الخامسة والستين عاماً فما فوق. وتوزع التركيب الجنسي للسكان بنسبة 50.1% ذكور و49.9% إناث.